# Viscount Midleton

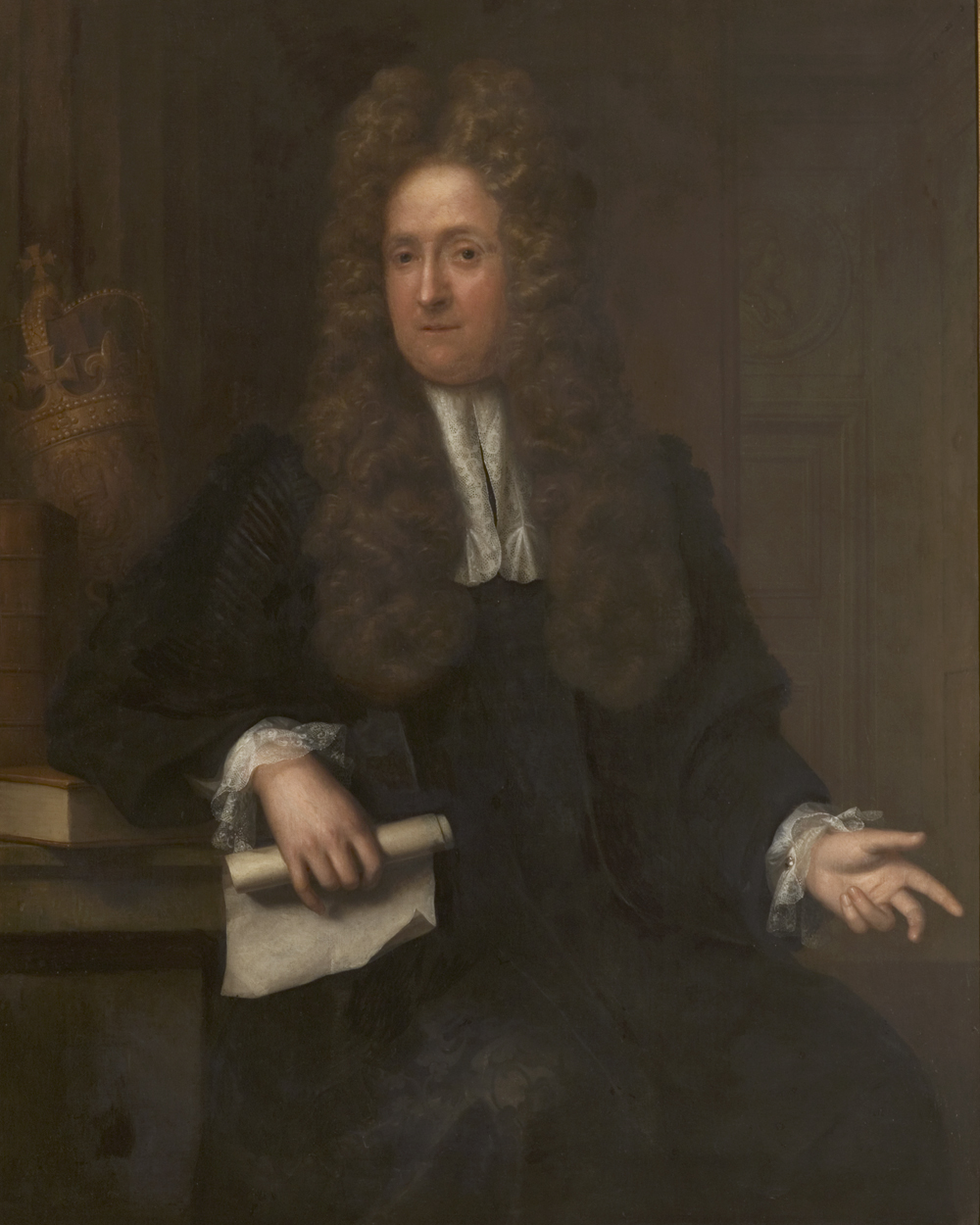
Alan Brodrick, 1. Viscount Midleton

Viscount Midleton, of Midleton in the County of Cork, ist ein erblicher britischer Adelstitel in der Peerage of Ireland.

## Verleihung, nachgeordnete und weitere Titel
Der Titel wurde am 15. August 1717 für den Lordkanzler von Irland Alan Brodrick, 1. Baron  Brodrick geschaffen. Er war bereits am 13. April 1715, ebenfalls in der Peerage of Ireland, zum Baron Brodrick, of Midleton in the County of Cork, erhoben worden. 
Seinem Urenkel, dem 4. Viscount, wurde am 11. Juni 1796 zudem der Titel Baron Brodrick, of Peper Harrow in the County of Surrey, verliehen. Dieser Titel gehört zur Peerage of Great Britain und war im Gegensatz zu seinen irischen Titeln mit einem Sitz im britischen House of Lords verbunden.
Dessen Großneffe zweiten Grades, der 9. Viscount, wurde am 2. Februar 1920 in der Peerage of the United Kingdom zum Earl of Midleton und Viscount Dunsford, of Dunsford in the County of Surrey, erhoben. Diese beiden Titel erloschen beim Tod seines Sohnes, des 2. Earls, am 2. November 1979. Die Viscountcy Midleton und die beiden Baronien Brodrock fielen an dessen Cousin zweiten Grades als 11. Viscount.
Historischer Familiensitz der Viscounts war bis 1944 Peper Harrow bei Godalming in Surrey.

## Liste der Viscounts Midleton (1717)
- Alan Brodrick, 1. Viscount Midleton (1656–1728)
- Alan Brodrick, 2. Viscount Midleton (1702–1747)
- George Brodrick, 3. Viscount Midleton (1730–1765)
- George Brodrick, 4. Viscount Midleton (1754–1836)
- George Brodrick, 5. Viscount Midleton (1806–1848)
- Charles Brodrick, 6. Viscount Midleton (1791–1863)
- William Brodrick, 7. Viscount Midleton (1798–1870)
- William Brodrick, 8. Viscount Midleton (1830–1907)
- St John Brodrick, 1. Earl of Midleton, 9. Viscount Midleton (1856–1942)
- George Brodrick, 2. Earl of Midleton, 10. Viscount Midleton (1888–1979)
- Trevor Brodrick, 11. Viscount Midleton (1903–1988)
- Alan Brodrick, 12. Viscount Midleton (* 1949)

Titelerbe (Heir apparent) ist der Sohn des aktuellen Titelinhabers Hon. Ashley Brodrick (* 1980).